# Павел Ясеніца
Па́вел Ясені́ца (пол. Paweł Jasienica, справжнє ім'я і прізвище Leon Lech Beynar; 10 листопада 1909, Симбірськ — 19 серпня 1970, Варшава) — польський письменник і публіцист.

## Біографія
Народився у Симбірську.
Автор збірок статей і нарисів на різні, зокрема історичні й археологічні теми. В історичних працях («Польща П'ястів», 1960; «Польща Яґеллонів», 1963; «Річ Посполита обох народів», 1962—1972) багато місця присвятив Україні, визнаючи її право на незалежність і стверджуючи нереальність гасла: «Польща від моря до моря». У книзі «Тільки про історію» (1962) Ясеніца скритикував історичну концепцію Генрика Сєнкєвіча, а також національну політику міжвоєнної Польщі.